# Jacques Secretin (football)
Pour les articles homonymes, voir Jacques Secrétin et Secretin.
Jacques Secretin, est un footballeur belge né le 28 décembre 1907 à Hollogne-aux-Pierres (Belgique) et mort le 29 décembre 1978,.
Il a été attaquant au RRFC Montegnée, équipe de la région de Liège qui est montée en Division 1 en 1930. Jacques Secretin a marqué 21 buts durant cette saison et été meilleur buteur, ex æquo avec Joseph Van Beeck. Mais le club est redescendu aussitôt en division inférieure.
L'attaquant en a tout de même profité pour jouer trois fois et marqué un but avec les Diables Rouges.

## Palmarès
- International belge en 1930-1931 (3 sélections et 1 but marqué)
- Meilleur buteur du Championnat de Belgique en 1931 (21 buts)